# Caduta libera - I migliori
Caduta libera - I migliori è stato un programma televisivo italiano e spin-off di Caduta libera e di Caduta libera - Campionissimi, andato in onda in prima serata su Canale 5 dal 24 settembre al 29 ottobre 2023, con la conduzione di Gerry Scotti. Il programma veniva trasmesso dallo studio 11 del Centro di produzione Mediaset di Cologno Monzese.

## Il programma
Caduta libera - I migliori era il titolo usato per le puntate speciali di Caduta libera trasmesse in prima serata su Canale 5 dal 24 settembre al 29 ottobre 2023 con la conduzione di Gerry Scotti. Nel programma partecipa un concorrente considerato Il migliore (presente sulla botola centrale), che al termine della propria esperienza viene proclamato il Migliore dei migliori, e dieci sfidanti, suddivisi in cinque categorie. Infine, il migliore, dopo la vittoria nel torneo dei migliori, dovrà sfidare i migliori campioni che nel corso degli anni hanno partecipato al programma originale.

## Storia del programma
Il programma, nato come spin-off serale di Caduta libera e come sostituto di Caduta libera - Campionissimi, tratto dal format israeliano La'uf al HaMillion (Still Standing) e creato dall'Armoza Formats, ha preso parte del palinsesto di Canale 5 dal 24 settembre al 29 ottobre 2023, con la conduzione di Gerry Scotti.
La prima edizione è andata in onda ogni domenica in prima serata su Canale 5 dal 24 settembre al 29 ottobre 2023 per sei puntate con la conduzione di Gerry Scotti: le prime quattro puntate sono state del torneo dei migliori, suddivisi in cinque categorie, quali VIP, speaker radiofonici, chef, comici e campioni senza portafoglio, nel quale ha vinto Andrea Dianetti; mentre le ultime due puntate sono state del torneo dei migliori campioni del programma, nel quale ha vinto Christian Fregoni.

## Edizioni
| Edizione | Periodo           | Periodo         | Conduzione   | Puntate | Regia              | Migliore dei migliori | Migliore dei migliori                      | Studio                                                         |
| Edizione | Inizio            | Fine            | Conduzione   | Puntate | Regia              | Torneo dei migliori   | Torneo dei migliori campioni del programma | Studio                                                         |
| -------- | ----------------- | --------------- | ------------ | ------- | ------------------ | --------------------- | ------------------------------------------ | -------------------------------------------------------------- |
| 1ª       | 24 settembre 2023 | 29 ottobre 2023 | Gerry Scotti | 6       | Giancarlo Giovalli | Andrea Dianetti       | Christian Fregoni                          | Studio 11 del Centro di produzione Mediaset di Cologno Monzese |

## Puntate e ascolti

### Prima edizione (2023)
Sfidanti
     Vincitore della puntata
     Migliore della puntata
     Sfidanti di ogni singola categoria con il punteggio più alto

#### Torneo dei migliori
| Puntata | Messa in onda     | Migliore (sulla botola centrale) | Sfidanti e categorie              | Sfidanti e categorie              | Sfidanti e categorie                            | Sfidanti e categorie                           | Sfidanti e categorie                 | Classifica finale       | Classifica finale      |
| Puntata | Messa in onda     | Migliore (sulla botola centrale) | VIP                               | Speaker radiofonici               | Chef                                            | Comici                                         | Campioni senza portafoglio           | Sfidanti                | nº di domande risposte |
| ------- | ----------------- | -------------------------------- | --------------------------------- | --------------------------------- | ----------------------------------------------- | ---------------------------------------------- | ------------------------------------ | ----------------------- | ---------------------- |
| 1       | 24 settembre 2023 | Monica De Lisio                  | Alessia Mancini, Paolo Ciavarro   | Chiara Tortorella, Fabio De Vivo  | Ambra Romani, Ciro Scamardella                  | Augusto "Augustarello" Cottini, Laura Formenti | Dolores Sini, Giuseppe Desantis      | Giuseppe Desantis       | 7                      |
| 1       | 24 settembre 2023 | Monica De Lisio                  | Alessia Mancini, Paolo Ciavarro   | Chiara Tortorella, Fabio De Vivo  | Ambra Romani, Ciro Scamardella                  | Augusto "Augustarello" Cottini, Laura Formenti | Dolores Sini, Giuseppe Desantis      | Chiara Tortorella       | 6                      |
| 1       | 24 settembre 2023 | Monica De Lisio                  | Alessia Mancini, Paolo Ciavarro   | Chiara Tortorella, Fabio De Vivo  | Ambra Romani, Ciro Scamardella                  | Augusto "Augustarello" Cottini, Laura Formenti | Dolores Sini, Giuseppe Desantis      | Laura Formenti          | 5                      |
| 1       | 24 settembre 2023 | Monica De Lisio                  | Alessia Mancini, Paolo Ciavarro   | Chiara Tortorella, Fabio De Vivo  | Ambra Romani, Ciro Scamardella                  | Augusto "Augustarello" Cottini, Laura Formenti | Dolores Sini, Giuseppe Desantis      | Augustarello            | 3                      |
| 1       | 24 settembre 2023 | Monica De Lisio                  | Alessia Mancini, Paolo Ciavarro   | Chiara Tortorella, Fabio De Vivo  | Ambra Romani, Ciro Scamardella                  | Augusto "Augustarello" Cottini, Laura Formenti | Dolores Sini, Giuseppe Desantis      | Fabio De Vivo           | 3                      |
| 1       | 24 settembre 2023 | Monica De Lisio                  | Alessia Mancini, Paolo Ciavarro   | Chiara Tortorella, Fabio De Vivo  | Ambra Romani, Ciro Scamardella                  | Augusto "Augustarello" Cottini, Laura Formenti | Dolores Sini, Giuseppe Desantis      | Dolores Sini            | 3                      |
| 1       | 24 settembre 2023 | Monica De Lisio                  | Alessia Mancini, Paolo Ciavarro   | Chiara Tortorella, Fabio De Vivo  | Ambra Romani, Ciro Scamardella                  | Augusto "Augustarello" Cottini, Laura Formenti | Dolores Sini, Giuseppe Desantis      | Paolo Ciavarro          | 2                      |
| 1       | 24 settembre 2023 | Monica De Lisio                  | Alessia Mancini, Paolo Ciavarro   | Chiara Tortorella, Fabio De Vivo  | Ambra Romani, Ciro Scamardella                  | Augusto "Augustarello" Cottini, Laura Formenti | Dolores Sini, Giuseppe Desantis      | Ciro Scamardella        | 2                      |
| 1       | 24 settembre 2023 | Monica De Lisio                  | Alessia Mancini, Paolo Ciavarro   | Chiara Tortorella, Fabio De Vivo  | Ambra Romani, Ciro Scamardella                  | Augusto "Augustarello" Cottini, Laura Formenti | Dolores Sini, Giuseppe Desantis      | Ambra Romani            | 2                      |
| 1       | 24 settembre 2023 | Monica De Lisio                  | Alessia Mancini, Paolo Ciavarro   | Chiara Tortorella, Fabio De Vivo  | Ambra Romani, Ciro Scamardella                  | Augusto "Augustarello" Cottini, Laura Formenti | Dolores Sini, Giuseppe Desantis      | Alessia Mancini         | 1                      |
| 2       | 1º ottobre 2023   | Andrea Rabassini                 | Stefano Corti, Veronica Gentili   | Daniele Battaglia, Ylenia Baccaro | Damiano Carrara, Chiara Pannozzo                | Erica "Guenda" Zambelli, Gianpaolo Gambi       | Riccardo Lani, Lara Ferrari          | Veronica Gentili        | 11                     |
| 2       | 1º ottobre 2023   | Andrea Rabassini                 | Stefano Corti, Veronica Gentili   | Daniele Battaglia, Ylenia Baccaro | Damiano Carrara, Chiara Pannozzo                | Erica "Guenda" Zambelli, Gianpaolo Gambi       | Riccardo Lani, Lara Ferrari          | Damiano Carrara         | 8                      |
| 2       | 1º ottobre 2023   | Riccardo Lani                    | Stefano Corti, Veronica Gentili   | Daniele Battaglia, Ylenia Baccaro | Damiano Carrara, Chiara Pannozzo                | Erica "Guenda" Zambelli, Gianpaolo Gambi       | Riccardo Lani, Lara Ferrari          | Erica "Guenda" Zambelli | 6                      |
| 2       | 1º ottobre 2023   | Riccardo Lani                    | Stefano Corti, Veronica Gentili   | Daniele Battaglia, Ylenia Baccaro | Damiano Carrara, Chiara Pannozzo                | Erica "Guenda" Zambelli, Gianpaolo Gambi       | Riccardo Lani, Lara Ferrari          | Daniele Battaglia       | 4                      |
| 2       | 1º ottobre 2023   | Riccardo Lani                    | Stefano Corti, Veronica Gentili   | Daniele Battaglia, Ylenia Baccaro | Damiano Carrara, Chiara Pannozzo                | Erica "Guenda" Zambelli, Gianpaolo Gambi       | Riccardo Lani, Lara Ferrari          | Ylenia                  | 2                      |
| 2       | 1º ottobre 2023   | Gianpaolo Gambi                  | Stefano Corti, Veronica Gentili   | Daniele Battaglia, Ylenia Baccaro | Damiano Carrara, Chiara Pannozzo                | Erica "Guenda" Zambelli, Gianpaolo Gambi       | Riccardo Lani, Lara Ferrari          | Lara Ferrari            | 1                      |
| 2       | 1º ottobre 2023   | Gianpaolo Gambi                  | Stefano Corti, Veronica Gentili   | Daniele Battaglia, Ylenia Baccaro | Damiano Carrara, Chiara Pannozzo                | Erica "Guenda" Zambelli, Gianpaolo Gambi       | Riccardo Lani, Lara Ferrari          | Chiara Pannozzo         | 1                      |
| 2       | 1º ottobre 2023   | Gianpaolo Gambi                  | Stefano Corti, Veronica Gentili   | Daniele Battaglia, Ylenia Baccaro | Damiano Carrara, Chiara Pannozzo                | Erica "Guenda" Zambelli, Gianpaolo Gambi       | Riccardo Lani, Lara Ferrari          | Stefano Corti           | 0                      |
| 3       | 8 ottobre 2023    | Chiara Pergamo                   | Giorgia Palmas, Andrea Dianetti   | Giulia Salvi, Andrea Rock         | Isabella Potì, Cristian Bertol                  | Daniele Magini, Elisabetta Ciriani             | Matteo Giovanardi, Zlatan Mrkva      | Matteo Giovanardi       | 6                      |
| 3       | 8 ottobre 2023    | Chiara Pergamo                   | Giorgia Palmas, Andrea Dianetti   | Giulia Salvi, Andrea Rock         | Isabella Potì, Cristian Bertol                  | Daniele Magini, Elisabetta Ciriani             | Matteo Giovanardi, Zlatan Mrkva      | Andrea Rock             | 5                      |
| 3       | 8 ottobre 2023    | Chiara Pergamo                   | Giorgia Palmas, Andrea Dianetti   | Giulia Salvi, Andrea Rock         | Isabella Potì, Cristian Bertol                  | Daniele Magini, Elisabetta Ciriani             | Matteo Giovanardi, Zlatan Mrkva      | Andrea Dianetti         | 4                      |
| 3       | 8 ottobre 2023    | Chiara Pergamo                   | Giorgia Palmas, Andrea Dianetti   | Giulia Salvi, Andrea Rock         | Isabella Potì, Cristian Bertol                  | Daniele Magini, Elisabetta Ciriani             | Matteo Giovanardi, Zlatan Mrkva      | Giulia Salvi            | 4                      |
| 3       | 8 ottobre 2023    | Chiara Pergamo                   | Giorgia Palmas, Andrea Dianetti   | Giulia Salvi, Andrea Rock         | Isabella Potì, Cristian Bertol                  | Daniele Magini, Elisabetta Ciriani             | Matteo Giovanardi, Zlatan Mrkva      | Elisabetta Ciriani      | 4                      |
| 3       | 8 ottobre 2023    | Chiara Pergamo                   | Giorgia Palmas, Andrea Dianetti   | Giulia Salvi, Andrea Rock         | Isabella Potì, Cristian Bertol                  | Daniele Magini, Elisabetta Ciriani             | Matteo Giovanardi, Zlatan Mrkva      | Daniele Magini          | 3                      |
| 3       | 8 ottobre 2023    | Chiara Pergamo                   | Giorgia Palmas, Andrea Dianetti   | Giulia Salvi, Andrea Rock         | Isabella Potì, Cristian Bertol                  | Daniele Magini, Elisabetta Ciriani             | Matteo Giovanardi, Zlatan Mrkva      | Giorgia Palmas          | 2                      |
| 3       | 8 ottobre 2023    | Chiara Pergamo                   | Giorgia Palmas, Andrea Dianetti   | Giulia Salvi, Andrea Rock         | Isabella Potì, Cristian Bertol                  | Daniele Magini, Elisabetta Ciriani             | Matteo Giovanardi, Zlatan Mrkva      | Zlatan Mrkva            | 2                      |
| 3       | 8 ottobre 2023    | Chiara Pergamo                   | Giorgia Palmas, Andrea Dianetti   | Giulia Salvi, Andrea Rock         | Isabella Potì, Cristian Bertol                  | Daniele Magini, Elisabetta Ciriani             | Matteo Giovanardi, Zlatan Mrkva      | Cristian Bertol         | 2                      |
| 3       | 8 ottobre 2023    | Chiara Pergamo                   | Giorgia Palmas, Andrea Dianetti   | Giulia Salvi, Andrea Rock         | Isabella Potì, Cristian Bertol                  | Daniele Magini, Elisabetta Ciriani             | Matteo Giovanardi, Zlatan Mrkva      | Isabella Potì           | 1                      |
| 4       | 15 ottobre 2023   | Gianpaolo Gambi                  | Veronica Gentili, Andrea Dianetti | Chiara Tortorella, Andrea Rock    | Damiano Carrara, Ciro Scamardella, Ambra Romani | Erica "Guenda" Zambelli, Laura Formenti        | Giuseppe Desantis, Matteo Giovanardi | Non presenti            | Non presenti           |
| 4       | 15 ottobre 2023   | Erica "Guenda" Zambelli          | Veronica Gentili, Andrea Dianetti | Chiara Tortorella, Andrea Rock    | Damiano Carrara, Ciro Scamardella, Ambra Romani | Erica "Guenda" Zambelli, Laura Formenti        | Giuseppe Desantis, Matteo Giovanardi | Non presenti            | Non presenti           |
| 4       | 15 ottobre 2023   | Andrea Dianetti                  | Veronica Gentili, Andrea Dianetti | Chiara Tortorella, Andrea Rock    | Damiano Carrara, Ciro Scamardella, Ambra Romani | Erica "Guenda" Zambelli, Laura Formenti        | Giuseppe Desantis, Matteo Giovanardi | Non presenti            | Non presenti           |

#### Torneo dei migliori campioni del programma
| Puntata | Messa in onda   | Campione (sulla botola centrale) | Campioni del programma originale | Campioni del programma originale | Campioni del programma originale | Campioni del programma originale | Campioni del programma originale | Campioni del programma originale | Campioni del programma originale |
| ------- | --------------- | -------------------------------- | --- | --- | --- | --- | --- | --- | --- |
| 5       | 22 ottobre 2023 | Andrea Dianetti                  | Alessandro Del Gaudio, Edoardo Riva, Elisa Rossetto, Gabriele Giorgio, Ginevra Gori, Giovanni Trovato, Luca Simoncini, Monica De Lisio, Nicolò Scalfi, Paola Casarini | Alessandro Del Gaudio, Edoardo Riva, Elisa Rossetto, Gabriele Giorgio, Ginevra Gori, Giovanni Trovato, Luca Simoncini, Monica De Lisio, Nicolò Scalfi, Paola Casarini | Alessandro Del Gaudio, Edoardo Riva, Elisa Rossetto, Gabriele Giorgio, Ginevra Gori, Giovanni Trovato, Luca Simoncini, Monica De Lisio, Nicolò Scalfi, Paola Casarini | Alessandro Del Gaudio, Edoardo Riva, Elisa Rossetto, Gabriele Giorgio, Ginevra Gori, Giovanni Trovato, Luca Simoncini, Monica De Lisio, Nicolò Scalfi, Paola Casarini | Alessandro Del Gaudio, Edoardo Riva, Elisa Rossetto, Gabriele Giorgio, Ginevra Gori, Giovanni Trovato, Luca Simoncini, Monica De Lisio, Nicolò Scalfi, Paola Casarini | Alessandro Del Gaudio, Edoardo Riva, Elisa Rossetto, Gabriele Giorgio, Ginevra Gori, Giovanni Trovato, Luca Simoncini, Monica De Lisio, Nicolò Scalfi, Paola Casarini | Alessandro Del Gaudio, Edoardo Riva, Elisa Rossetto, Gabriele Giorgio, Ginevra Gori, Giovanni Trovato, Luca Simoncini, Monica De Lisio, Nicolò Scalfi, Paola Casarini |
| 5       | 22 ottobre 2023 | Elisa Rossetto                   | Alessandro Del Gaudio, Edoardo Riva, Elisa Rossetto, Gabriele Giorgio, Ginevra Gori, Giovanni Trovato, Luca Simoncini, Monica De Lisio, Nicolò Scalfi, Paola Casarini | Alessandro Del Gaudio, Edoardo Riva, Elisa Rossetto, Gabriele Giorgio, Ginevra Gori, Giovanni Trovato, Luca Simoncini, Monica De Lisio, Nicolò Scalfi, Paola Casarini | Alessandro Del Gaudio, Edoardo Riva, Elisa Rossetto, Gabriele Giorgio, Ginevra Gori, Giovanni Trovato, Luca Simoncini, Monica De Lisio, Nicolò Scalfi, Paola Casarini | Alessandro Del Gaudio, Edoardo Riva, Elisa Rossetto, Gabriele Giorgio, Ginevra Gori, Giovanni Trovato, Luca Simoncini, Monica De Lisio, Nicolò Scalfi, Paola Casarini | Alessandro Del Gaudio, Edoardo Riva, Elisa Rossetto, Gabriele Giorgio, Ginevra Gori, Giovanni Trovato, Luca Simoncini, Monica De Lisio, Nicolò Scalfi, Paola Casarini | Alessandro Del Gaudio, Edoardo Riva, Elisa Rossetto, Gabriele Giorgio, Ginevra Gori, Giovanni Trovato, Luca Simoncini, Monica De Lisio, Nicolò Scalfi, Paola Casarini | Alessandro Del Gaudio, Edoardo Riva, Elisa Rossetto, Gabriele Giorgio, Ginevra Gori, Giovanni Trovato, Luca Simoncini, Monica De Lisio, Nicolò Scalfi, Paola Casarini |
| 5       | 22 ottobre 2023 | Luca Simoncini                   | Alessandro Del Gaudio, Edoardo Riva, Elisa Rossetto, Gabriele Giorgio, Ginevra Gori, Giovanni Trovato, Luca Simoncini, Monica De Lisio, Nicolò Scalfi, Paola Casarini | Alessandro Del Gaudio, Edoardo Riva, Elisa Rossetto, Gabriele Giorgio, Ginevra Gori, Giovanni Trovato, Luca Simoncini, Monica De Lisio, Nicolò Scalfi, Paola Casarini | Alessandro Del Gaudio, Edoardo Riva, Elisa Rossetto, Gabriele Giorgio, Ginevra Gori, Giovanni Trovato, Luca Simoncini, Monica De Lisio, Nicolò Scalfi, Paola Casarini | Alessandro Del Gaudio, Edoardo Riva, Elisa Rossetto, Gabriele Giorgio, Ginevra Gori, Giovanni Trovato, Luca Simoncini, Monica De Lisio, Nicolò Scalfi, Paola Casarini | Alessandro Del Gaudio, Edoardo Riva, Elisa Rossetto, Gabriele Giorgio, Ginevra Gori, Giovanni Trovato, Luca Simoncini, Monica De Lisio, Nicolò Scalfi, Paola Casarini | Alessandro Del Gaudio, Edoardo Riva, Elisa Rossetto, Gabriele Giorgio, Ginevra Gori, Giovanni Trovato, Luca Simoncini, Monica De Lisio, Nicolò Scalfi, Paola Casarini | Alessandro Del Gaudio, Edoardo Riva, Elisa Rossetto, Gabriele Giorgio, Ginevra Gori, Giovanni Trovato, Luca Simoncini, Monica De Lisio, Nicolò Scalfi, Paola Casarini |
| 5       | 22 ottobre 2023 | Paola Casarini                   | Alessandro Del Gaudio, Edoardo Riva, Elisa Rossetto, Gabriele Giorgio, Ginevra Gori, Giovanni Trovato, Luca Simoncini, Monica De Lisio, Nicolò Scalfi, Paola Casarini | Alessandro Del Gaudio, Edoardo Riva, Elisa Rossetto, Gabriele Giorgio, Ginevra Gori, Giovanni Trovato, Luca Simoncini, Monica De Lisio, Nicolò Scalfi, Paola Casarini | Alessandro Del Gaudio, Edoardo Riva, Elisa Rossetto, Gabriele Giorgio, Ginevra Gori, Giovanni Trovato, Luca Simoncini, Monica De Lisio, Nicolò Scalfi, Paola Casarini | Alessandro Del Gaudio, Edoardo Riva, Elisa Rossetto, Gabriele Giorgio, Ginevra Gori, Giovanni Trovato, Luca Simoncini, Monica De Lisio, Nicolò Scalfi, Paola Casarini | Alessandro Del Gaudio, Edoardo Riva, Elisa Rossetto, Gabriele Giorgio, Ginevra Gori, Giovanni Trovato, Luca Simoncini, Monica De Lisio, Nicolò Scalfi, Paola Casarini | Alessandro Del Gaudio, Edoardo Riva, Elisa Rossetto, Gabriele Giorgio, Ginevra Gori, Giovanni Trovato, Luca Simoncini, Monica De Lisio, Nicolò Scalfi, Paola Casarini | Alessandro Del Gaudio, Edoardo Riva, Elisa Rossetto, Gabriele Giorgio, Ginevra Gori, Giovanni Trovato, Luca Simoncini, Monica De Lisio, Nicolò Scalfi, Paola Casarini |
| 5       | 22 ottobre 2023 | Monica De Lisio                  | Alessandro Del Gaudio, Edoardo Riva, Elisa Rossetto, Gabriele Giorgio, Ginevra Gori, Giovanni Trovato, Luca Simoncini, Monica De Lisio, Nicolò Scalfi, Paola Casarini | Alessandro Del Gaudio, Edoardo Riva, Elisa Rossetto, Gabriele Giorgio, Ginevra Gori, Giovanni Trovato, Luca Simoncini, Monica De Lisio, Nicolò Scalfi, Paola Casarini | Alessandro Del Gaudio, Edoardo Riva, Elisa Rossetto, Gabriele Giorgio, Ginevra Gori, Giovanni Trovato, Luca Simoncini, Monica De Lisio, Nicolò Scalfi, Paola Casarini | Alessandro Del Gaudio, Edoardo Riva, Elisa Rossetto, Gabriele Giorgio, Ginevra Gori, Giovanni Trovato, Luca Simoncini, Monica De Lisio, Nicolò Scalfi, Paola Casarini | Alessandro Del Gaudio, Edoardo Riva, Elisa Rossetto, Gabriele Giorgio, Ginevra Gori, Giovanni Trovato, Luca Simoncini, Monica De Lisio, Nicolò Scalfi, Paola Casarini | Alessandro Del Gaudio, Edoardo Riva, Elisa Rossetto, Gabriele Giorgio, Ginevra Gori, Giovanni Trovato, Luca Simoncini, Monica De Lisio, Nicolò Scalfi, Paola Casarini | Alessandro Del Gaudio, Edoardo Riva, Elisa Rossetto, Gabriele Giorgio, Ginevra Gori, Giovanni Trovato, Luca Simoncini, Monica De Lisio, Nicolò Scalfi, Paola Casarini |
| 5       | 22 ottobre 2023 | Nicolò Scalfi                    | Alessandro Del Gaudio, Edoardo Riva, Elisa Rossetto, Gabriele Giorgio, Ginevra Gori, Giovanni Trovato, Luca Simoncini, Monica De Lisio, Nicolò Scalfi, Paola Casarini | Alessandro Del Gaudio, Edoardo Riva, Elisa Rossetto, Gabriele Giorgio, Ginevra Gori, Giovanni Trovato, Luca Simoncini, Monica De Lisio, Nicolò Scalfi, Paola Casarini | Alessandro Del Gaudio, Edoardo Riva, Elisa Rossetto, Gabriele Giorgio, Ginevra Gori, Giovanni Trovato, Luca Simoncini, Monica De Lisio, Nicolò Scalfi, Paola Casarini | Alessandro Del Gaudio, Edoardo Riva, Elisa Rossetto, Gabriele Giorgio, Ginevra Gori, Giovanni Trovato, Luca Simoncini, Monica De Lisio, Nicolò Scalfi, Paola Casarini | Alessandro Del Gaudio, Edoardo Riva, Elisa Rossetto, Gabriele Giorgio, Ginevra Gori, Giovanni Trovato, Luca Simoncini, Monica De Lisio, Nicolò Scalfi, Paola Casarini | Alessandro Del Gaudio, Edoardo Riva, Elisa Rossetto, Gabriele Giorgio, Ginevra Gori, Giovanni Trovato, Luca Simoncini, Monica De Lisio, Nicolò Scalfi, Paola Casarini | Alessandro Del Gaudio, Edoardo Riva, Elisa Rossetto, Gabriele Giorgio, Ginevra Gori, Giovanni Trovato, Luca Simoncini, Monica De Lisio, Nicolò Scalfi, Paola Casarini |
| 6       | 29 ottobre 2023 | Nicolò Scalfi                    | Chiara Pergamo, Christian Fregoni, Flavia Salzillo, Luca Covino, Massimo Mattevi, Michele Marchesi, Nicolò Giusti, Paola Sembeni, Renato Siciliano, Sara Cerutti      | Chiara Pergamo, Christian Fregoni, Flavia Salzillo, Luca Covino, Massimo Mattevi, Michele Marchesi, Nicolò Giusti, Paola Sembeni, Renato Siciliano, Sara Cerutti      | Chiara Pergamo, Christian Fregoni, Flavia Salzillo, Luca Covino, Massimo Mattevi, Michele Marchesi, Nicolò Giusti, Paola Sembeni, Renato Siciliano, Sara Cerutti      | Chiara Pergamo, Christian Fregoni, Flavia Salzillo, Luca Covino, Massimo Mattevi, Michele Marchesi, Nicolò Giusti, Paola Sembeni, Renato Siciliano, Sara Cerutti      | Chiara Pergamo, Christian Fregoni, Flavia Salzillo, Luca Covino, Massimo Mattevi, Michele Marchesi, Nicolò Giusti, Paola Sembeni, Renato Siciliano, Sara Cerutti      | Chiara Pergamo, Christian Fregoni, Flavia Salzillo, Luca Covino, Massimo Mattevi, Michele Marchesi, Nicolò Giusti, Paola Sembeni, Renato Siciliano, Sara Cerutti      | Chiara Pergamo, Christian Fregoni, Flavia Salzillo, Luca Covino, Massimo Mattevi, Michele Marchesi, Nicolò Giusti, Paola Sembeni, Renato Siciliano, Sara Cerutti      |
| 6       | 29 ottobre 2023 | Luca Covino                      | Chiara Pergamo, Christian Fregoni, Flavia Salzillo, Luca Covino, Massimo Mattevi, Michele Marchesi, Nicolò Giusti, Paola Sembeni, Renato Siciliano, Sara Cerutti      | Chiara Pergamo, Christian Fregoni, Flavia Salzillo, Luca Covino, Massimo Mattevi, Michele Marchesi, Nicolò Giusti, Paola Sembeni, Renato Siciliano, Sara Cerutti      | Chiara Pergamo, Christian Fregoni, Flavia Salzillo, Luca Covino, Massimo Mattevi, Michele Marchesi, Nicolò Giusti, Paola Sembeni, Renato Siciliano, Sara Cerutti      | Chiara Pergamo, Christian Fregoni, Flavia Salzillo, Luca Covino, Massimo Mattevi, Michele Marchesi, Nicolò Giusti, Paola Sembeni, Renato Siciliano, Sara Cerutti      | Chiara Pergamo, Christian Fregoni, Flavia Salzillo, Luca Covino, Massimo Mattevi, Michele Marchesi, Nicolò Giusti, Paola Sembeni, Renato Siciliano, Sara Cerutti      | Chiara Pergamo, Christian Fregoni, Flavia Salzillo, Luca Covino, Massimo Mattevi, Michele Marchesi, Nicolò Giusti, Paola Sembeni, Renato Siciliano, Sara Cerutti      | Chiara Pergamo, Christian Fregoni, Flavia Salzillo, Luca Covino, Massimo Mattevi, Michele Marchesi, Nicolò Giusti, Paola Sembeni, Renato Siciliano, Sara Cerutti      |
| 6       | 29 ottobre 2023 | Christian Fregoni                | Chiara Pergamo, Christian Fregoni, Flavia Salzillo, Luca Covino, Massimo Mattevi, Michele Marchesi, Nicolò Giusti, Paola Sembeni, Renato Siciliano, Sara Cerutti      | Chiara Pergamo, Christian Fregoni, Flavia Salzillo, Luca Covino, Massimo Mattevi, Michele Marchesi, Nicolò Giusti, Paola Sembeni, Renato Siciliano, Sara Cerutti      | Chiara Pergamo, Christian Fregoni, Flavia Salzillo, Luca Covino, Massimo Mattevi, Michele Marchesi, Nicolò Giusti, Paola Sembeni, Renato Siciliano, Sara Cerutti      | Chiara Pergamo, Christian Fregoni, Flavia Salzillo, Luca Covino, Massimo Mattevi, Michele Marchesi, Nicolò Giusti, Paola Sembeni, Renato Siciliano, Sara Cerutti      | Chiara Pergamo, Christian Fregoni, Flavia Salzillo, Luca Covino, Massimo Mattevi, Michele Marchesi, Nicolò Giusti, Paola Sembeni, Renato Siciliano, Sara Cerutti      | Chiara Pergamo, Christian Fregoni, Flavia Salzillo, Luca Covino, Massimo Mattevi, Michele Marchesi, Nicolò Giusti, Paola Sembeni, Renato Siciliano, Sara Cerutti      | Chiara Pergamo, Christian Fregoni, Flavia Salzillo, Luca Covino, Massimo Mattevi, Michele Marchesi, Nicolò Giusti, Paola Sembeni, Renato Siciliano, Sara Cerutti      |

Ascolti e ospiti
| Puntata | Messa in onda     | Ascolti        | Ascolti | Ospiti |
| Puntata | Messa in onda     | Telespettatori | Share   | Ospiti |
| ------- | ----------------- | -------------- | ------- | --- |
| 1       | 24 settembre 2023 | 1 848 000      | 12,80%  | Fausto Leali, Los Locos, Franco Guzzo, Francesca Manzini, Ivana Spagna                                                       |
| 2       | 1º ottobre 2023   | 1 690 000      | 11,90%  | Claudio Lauretta, Franco Guzzo, Gianmarco Carroccia, Malika Ayane, Alan Sorrenti                                             |
| 3       | 8 ottobre 2023    | 1 521 000      | 11,00%  | Alexia, I Cugini di Campagna, Rita Pavone, Barbara Foria, Franco Guzzo                                                       |
| 4       | 15 ottobre 2023   | 1 622 000      | 11,50%  | Orietta Berti, Fabio Rovazzi, Sandy Marton, Zero Assoluto, Gabriella Germani, Franco Guzzo                                   |
| 5       | 22 ottobre 2023   | 1 626 000      | 11,00%  | Cristina D'Avena, Mal, Haddaway, Matia Bazar, Gianluca "Scintilla" Fubelli, Franco Guzzo                                     |
| 6       | 29 ottobre 2023   | 1 395 000      | 9,80%   | Donatella Rettore, Giampiero "Drupi" Anelli, Las Ketchup, Gabriele "Dado" Pellegrini, Andrea "Alfa" De Filippi, Franco Guzzo |
| Media   | Media             | 1 617 000      | 11,33%  | |

## Audience
| Edizione | Rete televisiva | Anno | Stagione | Programmazione | Programmazione | Programmazione | Programmazione | Programmazione | Programmazione | Programmazione | Collocazione | Media auditel  | Media auditel | Premiere       | Premiere | Finale         | Finale |
| Edizione | Rete televisiva | Anno | Stagione | L              | M              | M              | G              | V              | S              | D              | Collocazione | Telespettatori | Share         | Telespettatori | Share    | Telespettatori | Share  |
| -------- | --------------- | ---- | -------- | -------------- | -------------- | -------------- | -------------- | -------------- | -------------- | -------------- | ------------ | -------------- | ------------- | -------------- | -------- | -------------- | ------ |
| 1ª       | Canale 5        | 2023 | autunno  |                |                |                |                |                |                |                | Prima serata | 1 617 000      | 11,33%        | 1 848 000      | 12,80%   | 1 395 000      | 9,80%  |

## Regolamento e svolgimento
Lo svolgimento del gioco prevede delle sfide tra 11 concorrenti (un campione centrale e dieci sfidanti). Il concorrente centrale sceglie di volta in volta, alternando tra un uomo e una donna, un avversario. La sfida avviene con il conduttore che pone domande di cultura generale, formulate come definizioni, in cui sono già visualizzate alcune lettere delle risposte e alle quali bisogna rispondere in 30 secondi, con un numero illimitato di tentativi. Il concorrente centrale ha 3 vite che, laddove non sappia una risposta, gli permettono di passare la domanda all'avversario il quale dovrà necessariamente rispondere. Se lo sfidante indovina, ruba la vita al campione (tuttavia la vita gli servirebbe solo a evitare la caduta in caso non sappia una risposta, in quanto gli sfidanti non possono passare le domande). Se alla fine dei 30 secondi lo sfidante non ha dato la risposta esatta e non ha vite, la botola ai suoi piedi si apre facendolo cadere. Se invece è il concorrente centrale a non dare la risposta e a non avere più vite, sarà quest'ultimo a cadere e lo sfidante prende il suo posto, diventando il nuovo campione. A differenza del format originale, qui le sfide classiche sono tutte precedute dagli altri giochi presenti nel format, e si passa alla sfida classica solo se lo sfidante scelto dal concorrente centrale ha superato il gioco rubando una vita al concorrente centrale.
Una volta eliminato lo sfidante, il concorrente centrale deve scegliere tra il piede bianco e il piede nero del lecca-lecca posto davanti alla botola. In base alla scelta fatta, il concorrente centrale può guadagnare una somma che si va ad aggiungere al montepremi, guadagnare una vita, raddoppiare la somma guadagnata fino a quel momento oppure perderla completamente. Se il concorrente centrale cade nella botola, il montepremi da lui guadagnato viene azzerato e lo sfidante riparte dal premio posto nella sua postazione. Il montepremi massimo totale del programma è di 500000 €.
A differenza del format originale, in cui l'ultima sfida vi è quando scade il tempo a disposizione per l'intera puntata a prescindere di quanti sfidanti sono stati sconfitti dal concorrente centrale, qui l'ultima sfida vi è solo se sono stati buttati giù tutti e 10 i concorrenti.
Nel gioco finale il concorrente centrale deve rispondere a 10 domande in 3 minuti. Se non sa una risposta può passare la domanda e ritentare in un secondo momento. Se indovina tutte le risposte vince il montepremi, altrimenti non vince nulla e cade nella botola.
Vi sono alcuni vincoli fisici per poter partecipare come concorrente: 
- età compresa tra i 18 e i 55 anni
- non pesare più di 100 chili
- essere alti non più di 2 metri
- non indossare scarpe col tacco
- non soffrire o aver sofferto di problemi cardiaci o alla schiena
- togliere gli occhiali (se portati) passandoli al conduttore prima di cadere nella botola

## Montepremi
| Contenuto        | Nº caselle |
| ---------------- | ---------- |
| 1000 €           | 2          |
| 5000 €           | 5          |
| 10000 €          | 4          |
| 20000 €          | 3          |
| 30000 €          | 2          |
| 100000 €         | 1          |
| Perde Tutto      | 1          |
| Raddoppia        | 1          |
| Vita bonus       | 1          |
| Totale: 500000 € |            |

## Modalità di gioco

### Durante la competizione
- Modalità classica: questa modalità prevede di rispondere correttamente a domande o definizioni poste in modo enigmistico. Di ogni risposta vengono inoltre visualizzate alcune lettere in aiuto al concorrente. Se lo sfidante centrale non conosce una risposta, la domanda passa al suo sfidante che se sa rispondere ruba una vita al campione, altrimenti, se non ha vite, cade nella botola. Quando il concorrente centrale non conosce la risposta, a prescindere che il suo sfidante abbia indovinato o meno, gli viene comunque sottratta una vita.

In caso sia lo sfidante del concorrente centrale a non conoscere la risposta, e in caso non abbia vite, cade nella botola. 
- Parole al buio: i due concorrenti devono individuare da zero una parola di sei lettere aggiungendo su una griglia una lettera alla volta in 10 secondi. Dopo ogni tentativo, sulla griglia restano solo le lettere corrette della parola proposta dal concorrente. In caso di diversi errori consecutivi, un grafico si riempie fino a fornire automaticamente una lettera in aiuto ai concorrenti. Vince la sfida chi scopre la parola per primo.
- Parole mimetizzate: i due sfidanti devono individuare una parola di senso compiuto nascosta all'interno di una sequenza di diciotto lettere, con un indizio iniziale da parte del conduttore. Nel duello, ogni concorrente ha 10 secondi per rispondere, dopodiché ad ogni errore viene eliminata una lettera. Vince la sfida chi per primo individua la parola nascosta.
- Parole arcane: gli sfidanti devono individuare tra otto parole la combinazione delle due che corrispondono a una definizione che viene letta dal conduttore in 10 secondi.
- 6 col resto di 2: gli sfidanti devono indovinare tra una lista di 8 elementi quali sono i due intrusi secondo un criterio dato dal conduttore. Non ci sono limiti di tempo. Accanto alla grafica compare un semaforo che diventa rosso se le risposte sono entrambe sbagliate, giallo se una delle due è esatta, verde se sono entrambe esatte.
- Che coppia!: gli sfidanti devono abbinare 14 elementi formando 7 coppie secondo un criterio dato dal conduttore.
- Bersaglio libero: gli sfidanti devono abbinare correttamente 7 elementi a 3 opzioni di risposta denominate "bersagli". In caso di errore si ricomincia da capo.
- Chissà chi sarà?: i concorrenti devono riuscire a indovinare in 10 secondi un personaggio famoso, partendo da una lettera che il suo nome e cognome hanno in comune, proprio come in un cruciverba e dà un indizio fornito dal conduttore; ogni volta che il concorrente non riesce ad indovinare il nome e cognome di un personaggio, viene aggiunta una lettera al cruciverba stesso.
- Il giornalone di Caduta libera: il conduttore propone una data ben precisa e gli sfidanti tramite un indizio devono indovinare l'evento accaduto in tale data. Ad ogni errore o risposta mancata, viene aggiunta una lettera alla risposta.
- Dieci piccoli indizi: gli sfidanti devono indovinare un determinato elemento tramite degli indizi forniti di volta in volta dal conduttore a ogni tentativo in 10 secondi. Dal sesto tentativo, oltre all'indizio viene aggiunta una lettera alla risposta. Il titolo di questo gioco è ispirato al romanzo Dieci piccoli indiani di Agatha Christie.

### Gioco finale
- I 10 Passi: il concorrente finalista deve rispondere a dieci domande in tre minuti. Il montepremi minimo che si può vincere è di 10 000 euro nel caso in cui il concorrente centrale abbia totalizzato una cifra inferiore a quest'ultima. Il concorrente ha la possibilità di passare le domande a cui non sa rispondere, per ritentare in un secondo momento. Se risponde correttamente a tutte le domande vince il montepremi, altrimenti perde tutto e cade nella botola. In ogni caso acquisisce il diritto a ritornare nella puntata successiva fino a quando non viene battuto da uno sfidante.